# Leioproctus ruficaudus
Leioproctus ruficaudus är en biart som beskrevs av Michener 1965. Leioproctus ruficaudus ingår i släktet Leioproctus och familjen korttungebin. Inga underarter finns listade i Catalogue of Life.